# Sam Fisher
Samuel Leo Fisher, meglio conosciuto come Sam Fisher, è un personaggio immaginario statunitense che svolge il ruolo di protagonista nel celebre franchise di Splinter Cell; egli è un agente segreto ed ex militare inattivo del corpo dei Navy SEAL.

## Biografia
Dopo essersi laureato in scienze politiche al College Park del Maryland, Sam Fisher entra come ufficiale nell'esercito statunitense; qui si candida per la Delta Force e viene assegnato al settimo battaglione, ma dopo qualche anno viene trasferito nel corpo dei Navy SEAL della marina.
All'inizio degli anni ottanta opera in Afghanistan durante l'invasione sovietica, mentre alla fine del decennio è di stanza nella Germania dell'Est; qui incontra e sposa Regan Burns, una crittografa della National Security Agency, dalla quale ha una figlia di nome Sarah.
Nel 1990 guida una squadra della CIA a Panama per raccogliere documenti segreti per l'operazione Just Cause, che l'amministrazione di George Bush Sr. aveva ideato per arrestare il generale Manuel Noriega; passa il resto dell'anno tra il Kuwait e Bagdad, come anteprima della guerra che da lì a poco scoppierà.
Nel 2000, dopo la morte della moglie Regan per un cancro alle ovaie, viene reclutato dalla National Security Agency, mentre nel 2004 entra a far parte del progetto Third Echelon, ricoprendo il ruolo di primo Splinter Cell; negli anni successivi viene impiegato in tre importanti missioni in Georgia, Indonesia e Cina.
Nel 2008, durante una missione in Islanda, la figlia Sarah viene uccisa da un pirata della strada; questo evento colpisce pesantemente Sam, il quale cade in una profonda depressione. Nel corso di una missione a Malta, però, si scopre che la morte di Sarah non è mai avvenuta ed è stata inscenata per spingere Sam a sventare i piani di Tom Reed, suo ex capo, il quale aveva organizzato una cospirazione allo scopo di uccidere il presidente George Bush Jr.

## Apparizioni

### Videogiochi
- Tom Clancy's Splinter Cell
- Tom Clancy's Splinter Cell: Team Stealth Action
- Tom Clancy's Splinter Cell: Pandora Tomorrow
- Tom Clancy's Splinter Cell: Chaos Theory
- Tom Clancy's Splinter Cell: Essentials
- Tom Clancy's Splinter Cell: Double Agent
- Tom Clancy's Splinter Cell: Conviction
- Tom Clancy's Splinter Cell: Blacklist
- Tom Clancy's Ghost Recon Wildlands (Operazione Watchman)
- Tom Clancy's Rainbow Six: Siege (con nome operatore Zero)

### Romanzi
- Tom Clancy's Splinter Cell
- Tom Clancy's Splinter Cell: Operation Barracuda
- Tom Clancy Splinter Cell: Checkmate
- Tom Clancy Splinter Cell: FallOut
- Tom Clancy Splinter Cell: Conviction
- Tom Clancy Splinter Cell: End Game
- Tom Clancy's Splinter Cell: Blacklist Aftermath
- Tom Clancy's Splinter Cell: Firewall